# Helena Schmidt-Scherer
Helena Schmidt-Scherer (født 18. februar 1984) er en dansk atlet.
Schmidt-Scherer er medlem af Sparta Atletik, men var frem til 2001 i Trongårdens IF. Hun vandt 400 meter på de danske mesterskaber 2007.
Helena Schmidt-Scherer er tvilling med Julie Schmidt-Scherer

## Internationale ungdomsmesterskaber
- 2001 U21-NM 200 meter 8.plads 25.63
- 2001 U21-NM 400 meter 7.plads 57.46
- 2001 Ungdoms-OL 200 meter 15.plads 26.03
- 2001 Ungdoms-OL 400 meter 10.plads 59.02

## Danske mesterskaber
- Guld 2007 400 meter 56.24
- Bronze 2006 200 meter 25.84w
- Bronze 2003 200 meter inde 25.92
- Sølv 2002 200 meter inde 25.21
- Bronze 2001 200 meter 25.8

## Personlige rekorder
- 200 meter: 25,41 2010
- 400 meter: 55,62 2010